# 149a Brigada Mixta (Exèrcit Popular de la República)
La 149a Brigada Mixta va ser una unitat de l'Exèrcit Popular de la República creada durant la Guerra Civil Espanyola. Participa en els combats dels fronts de Madrid, Aragó, Segre, Ebre i Catalunya.
La unitat va ser creada el maig de 1937, al front de Madrid, a partir d'un dels batallons de la 75a Brigada Mixta. Posteriorment es consolidaria amb una base de batallons procedents d'antigues columnes anarquistes, entre els quals el "el Batallon Dimitrov», «2º Batallón Ascaso", "el Batallón Toledo" i el "Batallón Tomateras". Alhora aquests batallons passarien a enumerar-se com a batallons 593, 594, 595 i 596. El comandament de la unitat va recaure inicialment (durant el període d'instrucció) en el comandant d'infanteria Enrique García Villanueva, substituït poc després pel major de milícies Santiago Tito Buades; per part seva, la prefectura d'Estat Major va recaure en el capità d'infanteria Juan Bautista Piera Reus.

## Front de Madrid
La 149a Brigada Mixta va ser assignada a la 6a Divisió del II Cos d'Exèrcit de l'Exèrcit del Centre a Madrid. El 26 de setembre de 1937, la 149a Brigada Mixta passaria a ser dirigida pel major de Milícies, i de tendència anarquista, Manuel Mora Torres, i ja el 3 d'octubre quedaria reorganitzada de nou en aquesta 6a Divisió, juntament amb les brigades mixtes 43a i 75a, amb post de comandament a la Gran Vía de Madrid i participant en operacions a Madrid, Aranjuez i al setge del santuari de Santa María de la Cabeza, a Jaén, tot i que quedant en línia estàtica al front de Madrid. A Madrid es va conèixer la 149a Brigada Mixta per les seves participacions aguerrides en els combats, a la vegada que pel tipus de tela amb què estaven fets els uniformes, la pana, motiu pel qual se la coneixeria com "la Brigada de la Pana". La 149a Brigada Mixta publicava els diaris "Spartacus" i "Nuestro Ejército".
Fins al 17 de març de 1938, la 149a Brigada Mixta va cobrir part del front de Madrid, concretament la zona nord i la sud-oest, que englobava part del Puente de los Franceses, la Casa de Campo, la carretera d'Extremadura, el Cerro de las Ánimas i l'hospital militar, entre d'altres. Val a dir que durant aquest temps de línia de front, la vida va ser bàsicament de trinxera, amb bombardejos esporàdics i diferents atacs d'infanteria de trinxera a trinxera que, tot i que sí que es produïen, no eren tan actius com en altres fronts.
En aquesta data la 149a Brigada Mixta és reclamada per tal d'anar a donar suport al front d'Aragó que estava patint una gran ofensiva per part de l'exèrcit franquista. Entre el 19 i el 22 de març de 1938 la 149 Brigada Mixta i moltes altres ja són al front d'Aragó, amb els batallons d'una mateixa brigada mixta molt dispersos i allunyats entre si (el 594 Batalló arriba a l'estació de Bujaraloz fent el trajecte amb camions Katiuixa, un viatge realment esgotador) i, atesa la contundència de l'ofensiva franquista, poca cosa poden fer. Entre el 22 i el 23 de març de 1938, el Batalló 593 — que segons Pérez Salas és el 595 — primer i més tard els tres més que formen la 149 Brigada Mixta reben ordres d'adreçar-se al creuament de la carretera de la població de Gelsa i parar l'avanç enemic (part de la 149 Brigada Mixta fa la ruta des de Gandesa passant per Mequinensa, direcció Bujaraloz i arribant a Gelsa), cosa que resulta infructuosa i tot i que en lluita, es van retirant cap a Bujaraloz. El 24 de març, un cop creuat ja el riu Ebre i superats àmpliament per la potència de foc, tant d'artilleria com aèria, perden la població de Velilla de Ebro intentant defensar-la. Continuen en retirada el 25 de març i aconsegueixen aturar la penetració franquista a la zona de Calanda-Alcanyís-Casp, tot i que només durant unes hores. El 26 de març de 1938, i donada la recomposició de les unitats republicanes, les forces de la 149a Brigada Mixta s'integren dins l'Agrupació Autònoma de l'Ebre juntament amb d'altres unitats que d'arreu han vingut a defensar el front d'Aragó. Entre el 26 i el 31 de març de 1938, la 149 BM s'ubica entre els rius Ebre i Cinca i la ciutat de Fraga per intentar aturar l'avanç franquista i defensar la ciutat de Lleida.
Entre el 31 de març i el 6 d'abril de 1938 seria quan la 149a Brigada Mixta passaria a enquadrar-se a la 16a Divisió, la qual uns dies després dependria del XII Cos d'Exèrcit de l'Exèrcit de l'Est, a la vegada que el major Manuel Mora passaria a ser cap de tota la 16a Divisió (nomenat pel general Vicente Rojo). Alguns batallons de la 149 Brigada Mixta —desorganitzats i amb els efectius força dispersos— cobreixen línia davant de la ciutat de Lleida per defensar-la, juntament amb els quals hi ha les brigades mixtes de la 27 Divisió, de la 46 Divisió, de la XIII Brigada Internacional dos batallons de la 62 Brigada Mixta, entre altres forces.En aquestes dates la 16 Divisió queda formada per la 23a, la 24a i la 149a BM. Després de la pèrdua de la capital ilerdenca, molt desgastada i amb nombroses baixes, la brigada és traslladada a la rereguarda.

## Front del Segre
Un cop caiguda la ciutat de Lleida, el 3 d'abril de 1938, s'acaba creant una nova línia de front, ja dins de Catalunya, que segueix el curs del riu Segre i que rep el nom de front del Segre, amb caps de pont a Balaguer i Seròs. El dia 11 d'abril a la 16 Divisió li toca realitzar un atac al cap de pont de Seròs, concretament a la Granja d'Escarp]], el pes del qual el duu a terme en un primer moment la 24a Brigada Mixta i posteriorment reforçada per les brigades mixtes 23a i 149a amb la protecció del seu foc. Així mateix posteriorment a les brigades mixtes 24 i 149 els toca donar un altre cop de mà al seu sector del cap de pont de Seròs juntament amb les brigades mixtes de la 44a Divisió i de la Divisió Mixta o 56a Divisió entre el 22 i el 24 de maig de 1938. Concretament a la 149 Brigada Mixta duu a terme, el 24 de maig de 1938, una operació diversiva davant de la ciutat de Lleida amb l'objectiu de fixar la 13 Divisió Nacional a la ratlla del Segre i impedir així que part de les seves tropes siguin utilitzades al cap de pont de Seròs o al de Balaguer mentre la resta de brigades mixtes i divisions republicanes lluiten en aquests sectors, considerats els objectius més importants que s'han d'assolir. Així doncs, les brigades mixtes 24 i 149 de la 16 Divisió salten des de les trinxeres i intenten travessar el riu Segre, en un lloc conegut com les Barques del Tòfol, una posició situada a poc més d'1 km de la ciutat de Lleida per la part sud-oest, tot aprofitant que al riu hi baixa poca aigua per causa de l'estiatge i perquè els nacionals en retenen el cabal als embassaments de Camarasa, Terradets i Talarn. L'indret el defensa la 4 Bandera de la Legió, i domina també el lloc des del turó de Gardeny el 262 Batalló Nacional. Els nacionals reben els atacants amb un intens foc de metralladora i, finalment, després de combats durant tot el dia, els obliguen a desistir de l'intent quan ja són al mig del riu, en una illeta que deixa el descens del corrent. Els republicans acaben retirant-se, però deixen molts morts i ferits al darrere.A la 23 Brigada Mixta li toca fer el mateix entre el 25 i el 27 de maig de 1938 davant de Vallfogona de Balaguer. Un cop finalitzades les operacions les forces de la 149 Brigada Mixta es continuen trobant al llarg del riu Segre i ocupen l'entrada del pont de Lleida, molt castigada des del castell de Gardeny pels franquistes que l'ocupen. La 149 Brigada Mixta s'allarga entre aquestes dates davant de la ciutat de Lleida, entre el pont de Lleida i l'estació de tren, i uns 2 km prop de la població de Puigverd de Lleida, on també tenen trinxeres. Altres fonts ubiquen, en algun moment en aquestes dates, una part de la 149 Brigada Mixta a Maials, per posteriorment passar a la zona entre Juneda, Castelldans, Puigverd i Artesa de Lleida més amunt indicada. Els diferents batallons de la 149 Brigada Mixta, com altres de la resta de brigades de la divisió, es fan relleus entre ells, i passen uns quinze dies a les trinxeres davant de Lleida ciutat i uns quinze més a rereguarda.
El dia 30 de maig es crea el GERO (Grup d'Exèrcits de la Regió Oriental) que agrupa l'Exèrcit de l'Est i el de l'Ebre. A la vegada, l'Exèrcit de l'Ebre passa a estar format pels Cossos d'Exèrcit V, XII, XV i per la 135a Brigada Mixta. Així doncs, les Brigades Mixtes 23a, 24a i 149a de la 16a Divisió, i aquesta adscrita al XII Cos d'Exèrcit, deixen de formar part de l'Exèrcit de l'Est i entren a l'Exèrcit de l'Ebre, a punt ja per ser enviades al front de l'Ebre i participar en la batalla, tot i que de moment continuen en els mateixos acantonaments a dalt esmentatas.
Entre el 19 i el 24 de juliol de 1938, les brigades mixtes 23, 24 i 149 es van desplaçant i acaben acampades molt a prop de la línia d'atac inicial, tocant a l'Ebre. Concretament, acampen entre la Bisbal de Falset (Priorat) i la rodalia del poble en sentit sud-oest, cap al riu Montsant i en direcció cap a l'Ebre, on queden en un primer moment de reserva .

## Batalla de l'Ebre
La tarda vespre del 25 de juliol, i segons l'ordre del cap del XV Cos d'Exèrcit, el tinent coronel Manuel Tagüeña Lacorte perquè la 16 Divisió creui el riu, aquesta es comença a desplaçar cap a la Torre de l'Espanyol en direcció a l'Ebre per enllaçar amb el fet que la 35 Divisió Internacional comença ja a patir els primers combats importants que hi ha a la zona de Gandesa. El general Vicente Rojo, malgrat tot, ordena anul·lar el pas pel riu de la 16 Divisió, perquè creu que és massa aviat i perquè, en cas que aquesta primera ofensiva per creuar l'Ebre resulti infructuosa, ja té preparada una altra ordre d'atac en un altre punt del front català, concretament per la zona de Seròs, al front del Segre i en direcció a Fraga, en la qual hauria participat la 16 Divisió juntament amb la 60 Divisió Republicana. El 26 de juliol al matí i al migdia, l'Exèrcit Franquista obre les comportes de les preses de la Noguera Pallaresa a Camarasa i a Talarn, la qual cosa provoca un increment del cabal de l'aigua mai vist fins aleshores. Arbres, ponts, camions i tancs són arrossegats per una immensa allau d'aigua, fang, pedres i brutícia, i les trinxeres i els llocs de combats de la 16 Divisió queden impracticables.
Finalment, de la nit del dia 27 de juliol a la matinada del dia 28, i per una passarel·la a la zona sud d'Ascó, la 23a, 24a i 149a Brigades Mixtes de la 16a Divisió travessen el riu mentre entre 150 i 200 avions franquistes els bombardegen sense parar, a la vegada que tots els objectius i infanteria republicana sobre el riu. Segons les vivències dels soldats Antonio Sánchez i Domingo Malagón com a integrants de la 149a Brigada Mixta:
"Por fin se puso ante la 149 Brigada Mixta la visión del famoso Ebro que tanto miedo nos estaba haciendo acumular. Era de noche cuando pudimos contemplar un cuadro espeluznante. Al lado izquierdo había un camión incendiado y junto a éste, encenagados en tierra, se encontraban cinco cadáveres que estaban amontonados unos encima de otros, y completamente achicharrados, por el incendio que provocó uno de los bombardeos".
"La 149 Brigada Mixta cruzó el Ebro a los 3 días de haberse iniciado la batalla. Cuando llegamos al río, la famosa pasarela construida sobre barcas ya había sido bombardeada varias veces. A la entrada del puente se veían las instalaciones antiaéreas materialmente achicharradas. Y muertos, montones de muertos a uno y otro lado".
Les Brigades Mixtes de la 16 Divisió han de fer d'enllaç entre la 3 Divisió, que es troba a Vilalba dels Arcs, i la 35 Divisió, situada a Gandesa. Quan el matí del dia 28 de juliol la 149 Brigada Mixta arriba a Corbera d'Ebre, la troben deshabitada, amb portes i finestres obertes o entreobertes, amb clares mostres de resistència per part dels rebels i allà reben de nou els bombardejos de l'aviació i artilleria franquista. La tarda vespre del dia 29 i fins al matí del 30 de juliol, les Brigades Mixtes de la 16 Divisió ja és troben molt prop de la línia de foc, cap al nord-est de Gandesa, i gairebé enllaçant també amb la 35 Divisió Internacional, que espera suport de manera urgent. Tot i això, aquest dia encara no entren en combat. El 31 de juliol la 149a Brigada Mixta ja es troba a punt per fer el relleu a part de la 35a DI davant de Vilalba dels Arcs. L'endemà, l'1 d'agost, s'insta l'artilleria republicana, així com l'aviació, a bombardejar pel nord-oest de Gandesa, perquè hi ha ordres que aquest dia la 149a Brigada Mixta ha de dur a terme un atac a les posicions franquistes de Vilalba dels Arcs. El capità i un comissari de batalló, seguits de la resta de soldats, salten de les trinxeres al camp de batalla i ben aviat comencen a caure els primers ferits i morts en terra de ningú. L'avanç es limita a pocs metres i és impossible continuar, impossible atendre tots els ferits que reculen, molts dels quals, greus, moren allà mateix. Bona part dels soldats queden atrapats a la fondalada d'un tàlveg i no poden avançar ni retrocedir, perquè estan completament a l'abast d'una metralladora enemiga situada al campanar de l'església de Vilalba dels Arcs. Finalment, se suspèn l'operació i els soldats que poden es repleguen a la línia de trinxeres inicials. Aquesta mateixa nit es produeixen fins a sis cops de mà a les línies de la 149a Brigada Mixta, sense avançar ni els uns ni els altres. Entre els dies 2 i 3 d'agost es repleguen fins a la línia de cotes que han servit de base de partida per als atacs dels dies anteriors i es fa necessària ja l'activació de divisions a la reserva perquè facin el relleu a les unitats republicanes que han estat combatent. Entre el 4 i el 7 d'agost, no es produeixen accions d'interès, tan sols foc molt intens i de manera constant, tant a Gandesa com a Vilalba dels Arcs, però de posició a posició, i alguns cops de mà d'infanteria, ja que l'enemic de tant en tant tempteja la solidesa de les defenses republicanes mitjançant petits atacs amb la cooperació de moltíssima artilleria. Entre el 7 i el 17 d'agost, la 16 Divisió és rellevada per la 60, i se situa també més enrere a la rereguarda entre Vilalba dels Arcs i Corbera d'Ebre, on intenta reorganitzar-se després dels violents enfrontaments que ha patit pel seu sector.
Tot i aquests extrems, el 19 d'agost comença la tercera contraofensiva franquista, amb atacs a les posicions properes a Vilalba dels Arcs, Quatre Camins o Punta Targa (cota 481), i Vèrtex Gaeta (cota 548), amb una acció incessant de l'artilleria i de l'aviació que dura des de les 09.00 hores fins a les 14.00 hores, aproximadament. Aquestes posicions estan cobertes en part per la 3a Divisió, la 84a Brigada Mixta de la 60a Divisió i la 135a Brigada Mixta, que momentàniament depén de la 16a Divisió Republicana. Donada la cruesa dels combats s'activa a la 23a, 24a i 149a Brigades Mixtes de la 16a Divisió per tal d'anar a recolzar en els combats. El dia 20 d'agost les forces dels batallons 593, 594, 595 i 596 de la 149 BM comencen a actuar. Es creuen ordres a tots els caps de batalló perquè ràpidament i sense perdre temps formin una línia a les altures més pròximes a l'enemic i que per tots els mitjans es miri de contindre’l. La massa d'aviació, artilleria i tancs enemics intenten una vegada rere l'altra pujar a les línies de la 149 BM per trencar-les, però no ho aconsegueixen. Les brigades mixtes 23, 149 i 24 de la 16 Divisió ocupen a primera línia part del barranc de las Comes, cota 527 al sud-oest del Vèrtex Gaeta, així com les cotes al sud 522, 488, 463, 440, 441 i 426. Enllaça per la dreta amb la 60 Divisió i a l'esquerra, amb la 27 Divisió. Dins d'aquests combats, la 149a Brigada Mixta lliura fots combats amb les unitats franquistes i se’ls fa retrocedir amb les bombes de mà que se’ls tira contínuament. Durant la nit pateixen dos o tres cops de mà, però sense avançar ni els uns ni els altres. El dia 21 d'agost la 149a Brigada Mixta es veu immers en una sèrie de combats amb bombardejos d'aviació, artilleria, tancs i infanteria franquista i s'arriba al cos a cos. El mateix major Manuel Mora recorda que la nit del 21 al 22 d'agost forces de la 149 BM, concretament els batallons 593 i 595, efectuen un contraatac i acaben ocupant posicions un quilòmetre a l'avantguarda de la primera línia, les posicions de la qual són desallotjades posteriorment davant la pressió enemiga abans esmentada. Les forces enemigues avancen pel camí de Vilalba dels Arcs a la Fatarella, per la qual cosa les forces de la 149 BM són agafades de flanc. Es combat amb molta duresa, fins al punt que un dels batallons registra més de 300 baixes. El dia 22 d'agost la 82 Divisió Franquista, amb el suport d'una companyia d'entre 40 i 50 carros de combat, aconsegueix apoderar-se de la cota 548, o Vèrtex Gaeta, defensada per la 23 Brigada Mixta de la 16 Divisió. Els boscos que envolten la cota defensada per les divisions republicanes són materialment regats amb projectils. A la vegada, i en clarejar el dia, comença per part de l'enemic una preparació d'artilleria d'una intensitat enorme a les línies de la 149 BM. Volen per sobre de les forces republicanes diverses esquadrilles de caces enemics. Arriba moment que l'enllaç entre la 23a BM i la 149a BM és superada àmpliament, fet que suposa que tota la 16a Divisió es retiri gairebé en desbandada davant l'allau que els cau a sobre. Es produeix una enorme quantitat de morts, ferits, i sobretot presoners i soldats desapareguts. Després d'aquests fets, i tot i que continua tenint combats més o menys intensos fins als dies 26 i 27 d'agost, la 16a Divisió queda gairebé desfeta i s'ha de retirar, ja durant el setembre, a l'altra banda del riu Ebre destinada a la reserva i sotmesa a una reorganització.
Dies després el mateix tinent coronel Manuel Tagüeña, com a cap del XV Cos d'Exèrcit, faria unes declaracions en què es mostraria descontent amb l'actuació de la 84a Brigada Mixta de la 60a Divisió, amb la 135a BM, així com amb les Brigades Mixtes de la 16a Divisió, ja que creu que una part dels soldats, com ha passat altres vegades en altres unitats, s'han replegat i fugit desordenadament, fet que provoca que bona part dels soldats de la brigades hagin mort o bé els hagin fet presoners.

## Campanya de Catalunya
El desembre de 1938, al començament de l'ofensiva franquista a Catalunya, la 149a BM constituïa la reserva del sector del situat enfront de Seròs. Durant l'atac enemic la unitat va abandonar les seves posicions gairebé sense combatre, en part arrossegada per la desbandada de la 179a Brigada Mixta. El comandant de la unitat, el maig de milícies Eduardo Pérez Segura, va ser destituït fulminantment i reemplaçat pel major de milícies Filemont. Les restes de la 149a BM es van unir a la retirada general cap a la frontera.

## Comandaments
Comandants
- Comandant d'infanteria Enrique García Villanueva;
- Major de milícies Santiago Tito Buades;
- Major de milícies Manuel Mora Torres;[2]
- Major de milícies Eduardo Pérez Segura;
- Major de milícies Filemont;

Comissaris
- Francisco Agudo;
- Ángel Espolín;
- Mariano Martín Herrero, de la CNT;[9]